# 20 януари
20 януари е 20-ият ден в годината според григорианския календар. Остават 345 дни до края на годината (346 през високосна година).

## Събития
- 1320 г. – Херцог Владислав I става крал на Полша.
- 1600 г. – Светата инквизиция признава Джордано Бруно за еретик.
- 1841 г. – Китай отстъпва Хонконг на Великобритания и възстановява управлението си в тази територия едва през 1997 г.
- 1877 г. – Приключва Цариградската конференция без да вземе решение за съдбата на християнското население на Балканите.
- 1895 г. – В щата Ню Хампшър започва рутинно използване на рентгенов апарат за клинични цели.

- 1937 г. – Франклин Делано Рузвелт поставя началото на полагане на клетва президента на САЩ на този ден. Преди това датата е била 4 март.
- 1941 г. – Втората световна война: Правителството на България решава да присъедини страната към Тристранния пакт.
- 1942 г. – Втората световна война: В Берлин, нацистите провеждат конференция на тема окончателното решаване на еврейския въпрос, известна като Конференцията Ванзе, която дава насоки на практиката на масовото ликвидиране на евреи.
- 1944 г. – Втората световна война: Италианските войски на Първа моторизирана бойна група атакуват успешно германски войски в Битката при Монте Касино.
- 1945 г. – Втората световна война: Унгария подписва акт на безусловна капитулация и унгарското антифашстко правителство обявява война на дотогавашния унгарски съюзник Хитлеристка Германия въпреки че унгарските войски признаващи правителството на Ференц Салаши продължават да се сражават на страната на нацистка Германия срещу съветските и българските войски.
- 1946 г. – Основана е Централна разузнавателна група на САЩ с акт на президента Хари Труман, която по-късно прераства в Централно разузнавателно управление – CIA.
- 1961 г. – Джон Кенеди встъпва в длъжността президент на САЩ, като най-млад и първи римокатолически президент. Неговото церемониално обръщение е едно от най-запомнящите се за 20. век.
- 1978 г. – Състои се първият полет на съветския безпилотен космически кораб Прогрес 7К-ТГ.
- 1980 г. – САЩ обявяват бойкот на Олимпийските игри в Москва.
- 1986 г. – Маргарет Тачър и Франсоа Митеран подписват договор за съвместно строителство на тунел под Ла Манш от Великобритания и Франция.
- 1990 г. – Черният януари. В столицата на Азербайджан Баку Съветската армия потушава политическите вълнения и действията ѝ завършват със смъртта на повече от 100 цивилни граждани.
- 1992 г. – Полет 148 на „Еър Интер“ се разбива в планина близо до Страсбург, Франция и убива 87 от 96-те души на борда.
- 1993 г. – Основана е първата частна електронна медия в Република Македония телевизията А1.
- 1996 г. – Ясер Арафат става първият избран президент на Палестина.
- 2001 г. – Състои се премиерата на филма Авалон в Япония.
- 2009 г. – Барак Обама встъпва в длъжност като 44-тия президент на САЩ и първия чернокож президент в страната.

## Родени
- 225 г. – Гордиан III, римски император († 244 г.)
- 1292 г. – Елишка Пршемисловна, чешка кралица († 1330 г.)
- 1716 г. – Жан-Жак Бартелеми, френски археолог († 1795 г.)
- 1716 г. – Карлос III, крал на Испания († 1788 г.)
- 1732 г. – Юхан Фалк, шведски ботаник († 1774 г.)
- 1734 г. – Робърт Морис, американски търговец († 1806 г.)
- 1734 г. – Шарл Александър дьо Калон, френски политик († 1802 г.)
- 1751 г. – Фердинанд I Пармски, херцог на Парма († 1802 г.)
- 1775 г. – Андре-Мари Ампер, френски физик († 1836 г.)
- 1785 г. – Бетина фон Арним, германска писателка († 1859 г.)
- 1853 г. – Стефан Бобчев, български общественик († 1940 г.)
- 1857 г. – Владимир Бехтерев, руски невропатолог († 1927 г.)
- 1873 г. – Йоханес Йенсен, датски писател, Нобелов лауреат († 1950 г.)
- 1874 г. – Лазар Киселинчев, български революционер († 1946 г.)
- 1874 г. – Стив Блумър, английски футболист († 1938 г.)
- 1884 г. – Абрахам Мерит, американски писател († 1943 г.)
- 1884 г. – Георги Андрейчин, български политик († 1949 г.)
- 1887 г. – Димитър Ковачев, български революционер († 1974 г.)
- 1889 г. – Петко Атанасов, български актьор († 1956 г.)
- 1890 г. – Яко Доросиев, български комунистически деец († 1925 г.)
- 1895 г. – Вилхелм Кризоли, германски офицер († 1944 г.)
- 1902 г. – Виктория Ангелова - Винарова, българска архитектка († 1947 г.)
- 1911 г. – Алфредо Фони, италиански футболист († 1985 г.)
- 1915 г. – К. В. Керам, германски журналист († 1972 г.)
- 1920 г. – ДеФорест Кели, американски актьор († 1999 г.)
- 1920 г. – Федерико Фелини, италиански режисьор († 1993 г.)
- 1921 г. – Иван Врачев, български политик († 1994 г.)
- 1923 г. – Иван Илиев Иванов, български общественик († 2005 г.)
- 1925 г. – Борис Апостолов, български футболист († 2009 г.)
- 1926 г. – Патриша Нийл, американска актриса († 2010 г.)
- 1930 г. – Едуин Олдрин, американски астронавт
- 1931 г. – Савако Арийоши, японска писателка († 1984 г.)
- 1931 г. – Дейвид Лий, американски физик, Нобелов лауреат
- 1932 г. – Хачо Бояджиев, български режисьор († 2012 г.)
- 1937 г. – Минтимер Шаймиев, президент на Татарстан
- 1944 г. – Нанси Чодороу, американска психоаналитичка
- 1946 г. – Дейвид Линч, американски сценарист и режисьор († 2025 г.)
- 1948 г. – Нанси Крес, американска писателка – фантастика
- 1949 г. – Иван Стоянов, български футболист († 2017 г.)
- 1949 г. – Йоран Персон, премиер на Швеция
- 1952 г. – Йордан Караджов, български рок-певец
- 1953 г. – Джон Робъртсън, шотландски футболист
- 1956 г. – Бил Мар, американски актьор
- 1956 г. – Родолфо Родригес, уругвайски вратар,
- 1956 г. – Франц Тост, австрийски спортен мениджър
- 1957 г. – Алу Алханов, президент на Чеченската република
- 1958 г. – Лоренцо Ламас, американски актьор
- 1958 г. – Пламен Панайотов, български политик
- 1959 г. – Робърт А. Салваторе, американски писател
- 1969 г. – Максим Поташов, руски преподавател
- 1970 г. – Бранка Катич, сръбска актриса
- 1971 г. – Петя Пендарева, българска лекоатлетка († 2025 г.)
- 1972 г. – Георги Марков, български футболист
- 1973 г. – Румен Истревски, български футболист
- 1974 г. – Христо Фурджев, български футболист
- 1976 г. – Тодор Финков, български учен
- 1976 г. – Хендрик Мьобус, немски музикант и неонацист
- 1977 г. – Илиан Стоянов, български футболист
- 1978 г. – Биляна Павлова, българска тенисистка
- 1978 г. – Ванеса Дифенбо, американска писателка
- 1979 г. – Роб Бъртън, американски музикант (Linkin Park)
- 1981 г. – Оуен Харгрийвс, английски футболист
- 1982 г. – Александру Пакурар, румънски футболист
- 1984 г. – Емил Урумов, български футболист († 2021 г.)
- 1990 г. – Ева Данаилова, българска актриса и режисьорка
- 1991 г. – Полона Херцог, словенска тенисистка

## Починали
- 250 г. – Свети Фабиан, папа (* ?)
- 287 г. – Севастиан, християнски мъченик (* ?)
- 842 г. – Теофил, византийски император (* 813)
- 1479 г. – Хуан II Велики, крал на Навара (* 1398 г.)
- 1513 г. – Елена Ивановна, кралица на Полша (* 1476 г.)
- 1612 г. – Рудолф II, германски император (* 1552 г.)
- 1639 г. – Мустафа I, султан на Османската империя (* 1592 г.)
- 1666 г. – Анна Австрийска, кралица на Франция (* 1601 г.)
- 1745 г. – Карл VII, император на Свещената Римска империя (* 1697 г.)
- 1813 г. – Кристоф Мартин Виланд, немски писател (* 1733 г.)
- 1819 г. – Карлос IV, крал на Испания (* 1748 г.)
- 1826 г. – Станислав Сташиц, полски философ (* 1755 г.)
- 1850 г. – Адам Готлоб Йоленшлегер, датски поет (* 1779 г.)
- 1871 г. – Александър Серов, руски композитор и музикален критик (* 1820 г.)
- 1875 г. – Жан-Франсоа Миле, френски художник (* 1814 г.)
- 1892 г. – Джон Кауч Адамс, английски учен (* 1819 г.)
- 1896 г. – Хайнрих фон Батенберг, германски принц (* 1858 г.)
- 1898 г. – Коста Абраш, сръбски поет (* 1879 г.)
- 1900 г.
  - Джон Ръскин, английски писател (* 1819 г.)
  - Р. Д. Блекмор, английски писател (* 1825 г.)
- 1908 г. – Бойко Чавдаров, български революционер (* 1880 г.)
- 1913 г. – Димитър Робков, български революционер (* ? г.)
- 1914 г. – Яков Петкович, български военен лекар (* 1848 г.)
- 1920 г. – Антон фон Фройнд, унгарски психоаналитик (* 1880 г.)
- 1921 г. – Алфред Натхорст, шведски геолог (* 1850 г.)
- 1923 г. – Върбан Килифарски, български революционер (* 1879 г.)
- 1934 г. – Гаврил Генов, български политик (* 1892 г.)
- 1936 г. – Джордж V, крал на Великобритания (* 1865 г.)
- 1939 г. – Владимир Руменов, български революционер (* 1870 г.)
- 1940 г. – Теофил Николов, български общественик (* 1882 г.)
- 1943 г. – Никола Сакаров, български финансист (* 1881 г.)
- 1944 г.
  - Дако Цоков, български партизанин (* 1923 г.)
  - Джеймс Кетъл, американски психолог (* 1860 г.)
- 1945 г.
  - Петър Бойович, сръбски офицер (* 1858 г.)
  - Яни Попов, български революционер (* 1878 г.)
- 1973 г. – Амилкар Кабрал, политик от Гвинея-Бисау (* 1924 г.)
- 1981 г.
  - Иван Апостолов, български юрист († 1910 г.)
  - Петър Кантарджиев, български архитект (* 1893 г.)
- 1983 г. – Гаринча, бразилски футболист (* 1933 г.)
- 1984 г. – Джони Вайсмюлер, американски плувец (* 1904 г.)
- 1990 г. – Барбара Стануик, американска актриса (р. (1907 г.)
- 1991 г. – Хари Гизе, немски актьор († 1903 г.)
- 1993 г. – Одри Хепбърн, английска актриса (* 1929 г.)
- 1994 г. – Мат Бъзби, шотландски футболист (* 1909 г.)
- 1996 г. – Джери Мълиган, американски джаз музикант (* 1927 г.)
- 2000 г. – Славко Яневски, писател от Република Македония (* 1920 г.)
- 2006 г. – Марко Стойчев, български сценарист (* 1931 г.)
- 2012 г. – Ета Джеймс, американска певица (* 1938 г.)
- 2013 г. – Йорг Щайнер, швейцарски писател (* 1930 г.)
- 2014 г.
  - Ненко Токмакчиев, български художник (* 1931 г.)
  - Клаудио Абадо, италиански диригент (* 1933 г.)
- 2015 г. – Валентин Гацински, български дипломат (* 1950 г.)
- 2022 г. – Евстати Маринов, български художник (* 1950 г.)

## Празници
- Ден на Патриарх Евтимий
- Петльовден – Празник за здраве и плодовитост на мъжките рожби
- Азербайджан – Ден на мъчениците
- Гвинея-Бисау и Кабо Верде – Ден на героите
- Мали – Празник на армията